# Mine damer og herrer
Mine damer og herrer är det sjunde studioalbumet av den danske sångaren Kim Larsen. Det gavs ut den 3 maj 2010 på EMI, och är Larsens första soloalbum sedan Hvem kan sige nej til en engel från 1994.

## Låtlista
1. Udenfor døren
2. Hold ud
3. Stud Poker
4. Botox & Silicone
5. Kom igen
6. Danser med dig
7. Du er min
8. Næ, næ, næ
9. Blå lanterne
10. Bitter frugt
11. Har du hørt
12. Mit et og alt
13. Giv mig en chance
14. Mænd med måner